# Ira van Gieson

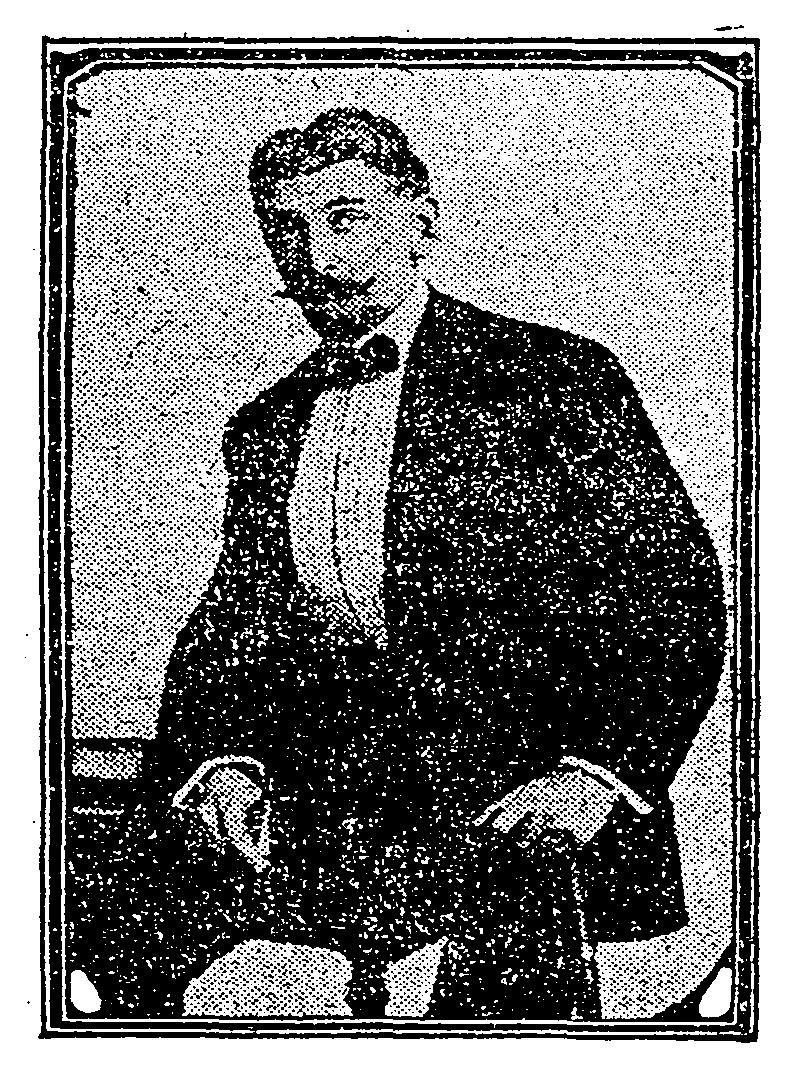
Ira Van Gieson

Ira Thompson van Gieson (ur. 1866 w Long Island, zm. 24 marca 1913 w Nowym Jorku) – amerykański lekarz patolog i psychiatra.

## Życiorys
Urodził się w 1866 roku jako syn lekarza Ransforda Everetta Van Giesona (1836–1921) i Sarah Jane Laird Van Gieson (1841–1891), w rodzinie o korzeniach holendersko-żydowskich. Dorastał w Greenpoincie. W 1885 ukończył College of Physicians of Columbia University. Przez pewien czas uczył się na Uniwersytecie w Heidelbergu. W 1896 został pierwszym dyrektorem Pathological Institute of the New York State Hospitals for the Insane (w 1929 przemianowanym na New York State Psychiatric Institute). Ponadto, od 1896 do 1901 pełnił urząd Stanowego Pełnomocnika do spraw Obłędu (State Commissioner of Lunacy).
Po pięciu latach z powodu politycznego konfliktu z nowym przewodniczącym NY State Commission on Lunacy został zmuszony do rezygnacji. W geście solidarności, rezygnację złożyła cała kadra naukowa Instytutu. Wystosowany został też list otwarty (Protest of the Friends of the Present Management of the N.Y. Pathological Institute), podpisany przez S. Weir Mitchella, Jamesa J. Putnama, Percivala Baileya, Mortona Prince'a, Fredericka Petersona i innych.
Van Gieson powrócił do pracy w New York State Health Department. Praktykował hipnozę, zajmował się również psychiatrią sądową.
Zmarł 24 marca 1913 roku w nowojorskim Bellevue Hospital. Chorował na śródmiąższowe zapalenie nerek o nieznanej przyczynie. Wspomnienie o nim napisał William Alanson White. Pochowany jest w grobie rodzinnym na cmentarzu Old Tennent Churchyard w Tennent, New Jersey.

## Dorobek naukowy
Wprowadził technikę barwienia włókien kolagenowych pikrofuksyną, znaną do dziś jako barwienie van Giesona. Opisał zmianę patologiczną w rdzeniu kręgowym, którą nazwał hematomyelopore. Zajmował się zagadnieniem artefaktów powstałych podczas przygotowywania preparatów patologicznych, m.in. rzekomych heterotopii. Współpracował m.in. z Borisem Sidisem, Mosesem Allenem Starrem i Bernardem Sachsem. Do pracy tego ostatniego na temat choroby, nazwanej później chorobą Taya-Sachsa, przygotował ilustracje. Razem z Henrym Hunem przedstawił pierwszy w amerykańskim piśmiennictwie medycznym opis zespołu bocznego opuszki. Zajmował się patogenezą udaru cieplnego i wścieklizny. W ostatnich latach życia zgłębiał przede wszystkim tematykę gruźlicy.

## Lista prac
- Telangiectiatic sarcoma in the mesenteric glands; intracanalicular fibroma of the mamma; myoma of the stomach; fibroma of the uterus; follicular cyst of the ovary; chronic interstitial oophoritis; healed fracture of the ribs; perforating ulcer of cornea with prolapse of iris (in a bitch). Proceedings of the New York Pathology Society s. 80, 1887
- A misplaced kidney. Proceedings of the New York Pathology Society s. 171, 1887
- Pendulus uterine myoma. Proceedings of the New York Pathology Society s. 161, 1887
- Multiple diverticula of the bladder, one of which contained a number of small urinary calculi. Proceedings of the New York Pathology Society s. 171, 1887
- Echinococcus-cysts of the liver and peritoneum in a middle-aged woman. Proceedings of the New York Pathology Society
- Phosphorus-poisoning. Medical Record 32, s. 113, 1887
- A Resume of Recent Technical Methods for the Nervous System. Journal of Nervous & Mental Disease 14, 5, s. 310-315 (maj 1887)
- Webster D, Van Gieson I. A case of Sarcoma of the choroid with metastatic infiltration of the optic nerve. Clinical history and operation by David Webster. Arch. Ophth. 17, s. 29 (1888)
- Fat-necrosis in the pancreas. Medical Record 33, s. 477 (1888)
- Accessory pancreas in the wall of the duodenum, simulating a tumor. Proceedings of the New York Pathology Society s. 93 (1888)
- Acute localized meningitis, pyloric carcinoma and hydronephrosis. Proceedings of the New York Pathology Society s. 62 (1888)
- A Report Of A Case Of Syringo-myelia. Journal of Nervous & Mental Disease 16, 7, s. 393-411 (lipiec 1889)
- Report of a case of syringomyelia with autopsy, and exhibition of microscopical sections of the spinal cord. N. Y. Med. Jour. 44, s. 49 (1888)
- Webster D, Van Gieson I. A case of sarcoma of the iris. Arch. Ophth. 18, s. 15 (1889)
- Primary carcinoma of the common gall duct encroaching on the pylorus and liver. Proceedings of the New York Pathology Society 22 (1889)
- Laboratory notes of technical methods for the nervous system. New York Medical Journal 50, s. 57 (20 lipca 1889)
- Ira Van Gieson, L. Emmett Holt. A Case Of Spina Bifida With Suppurative Spinal Meningitis And Ependymitis, Due To Bacteria Entering The Wall Of The Sac. Journal of Nervous & Mental Disease 15, 12, s. 773-781 (grudzień 1890)
- A Contribution To The Pathology Of The Laryngeal And Other Crises In Tabes Dorsalis. Journal of Nervous & Mental Disease 15, 7, ss. 458-474 (lipiec 1890)
- Alternate paralysis due to multiple areas of softening in the pons varolii, extracted from the proceedings of the New York Pathological Society, 1890, in Miscellaneous Papers from the Laboratory of the Alumni Association, Department of Pathology, Columbia University, vol 1, 1890-1891, ss. 1-3
- Taylor RW, Van Gieson I. Observations on prurigo, clinical and pathological. N. Y. Med. Jour 53, 1 (1891)
- A case of traumatic myelitis in the lower dorsal region, with a central column of necrosis extending above the lesions throughout the whole dorsal and cervical regions. Proc. N. Y. Path. Soc. 91 (1891)
- A Study of the Artefacts of the Nervous System: The Topographical Alterations of the Gray and White Matters of the Spinal Cord Caused by Autopsy Bruises, and a Consideration of Heterotopia of the Spinal Cord. D. Appleton and Co., 1892
- A report of the gross and microscopical examinations in six cases of death by strong electrical currents. New York Med J 55, ss. 1-19 (1892)
- A contribution to the pathology of traumatic epilepsy, comprising the report of the microscopical examination in two cases operated upon by trephining. Medical Record 43, ss. 513-521 (1893)
- A foreign body impacted in the pyloric end of the stomach. Medical Record 43, 24 (1893)
- Van Gieson I, Francis RP. Tumor of the callosum with autopsy. With pathological memoranda by M. Allen Starr and I. Van Gieson. Amer. Jour. Med. Sc. 109, 665 (1895)
- Ramson CC, Van Gieson I. Observations on an uncommon form of cutaneous tuberculosis. Jour. Cutan. and Gen. Urin. Dis. 18, ss. 269 (1895)
- Remarks on the scope and organization of the Pathological Institute of the New York State Hospitals. State Hospitals Bulletin Utica 1, ss. 255–74; 407–88 (1896)
- A brief resumé of some of the relations of the scientific investigations of the insane to public medicine. Ann Report State Commission of Lunacy, NY. 5, 8, s. 979 (1896)
- Sunstrokes. Scientific American 75, Suppl. 17250 (1896)
- The Toxic Basis of Neural Diseases. State Hospitals Bull Utica 1, ss. 407-488 (1896)
- Ira Van Gieson, Arnold Graf. The individuality of the cell. State Hospitals Bulletin (kwiecień 1897)
- Van Gieson I, Sidis B. Epilepsy and expert testimony. State Hosp. Bull., Utica 2, ss. 189-212 (1897)
- Haemato-myelopore; a new spinal cord disease. N. Y. Polyclin. 10, a. 87, 1897
- Ira Van Gieson, Boris Sidis. Neuron energy and its psychomotor manifestations. Archives of Neurology and Psychopathology 1, ss. 5-24, 1898
- Letter From Dr. Van Gieson[23]. 1899
- The Correlation of sciences in the investigation of nervous and mental diseases. State Hospitals Press, 1899
- The Formation And Excretion Of The Metaplasm Granules Of The Neuron. The Journal of Nervous and Mental Disease 26, 2, s. 112 (1899)
- The smear method and frozen sections in the diagnosis of rabies. Collected Studies, Research Lab'y, N. Y. Dept. of Health (1905)
- Diagnosis of rabies. Jour. Pub. Hyg.; Jour. Mass. Ass'n, Boards of Health, XVI, 57 (1906)
- Eine sichere und einfache Methode fur Nervensystemstudien hauptsachlich ihre andwendung in der Diagnose und Untersuchung der Negrischen Korperchen. Centralbl. f. Bakteriol., etc., XLIII, Orig., 205 (1906/1907)
- On Some Peculiar Hollow Nuclear-Like Structures In The Neurone Bodies In Rabies. Journal of Nervous & Mental Disease 35, 3, ss. 182-183 (marzec 1908)
- Subconcious Personality. Mew York Times December 13, 1908 s. 9
- A new form of nervous degeneration. Read at the Academy of Medicine April 12 1909
- On Some Errors in the Search for the Gonococcus in the Vaginitis in Children. Medical Record 77, s. 1001-1004 (1910)
- The Paradox of the tubercle bacillus. Medical Record LXXVIII, 52-54 (1910)
- Acid fast particles associated with the tubercle bacillus. Collected Studies, Research Lab., Department of Health, N. Y., VI, 139 (1911)
- The so-called "Much granules" in Tuberculosis. Collected Studies, Research Lab., Department of Health, N. Y., VI (1911)
- Lime Assimilation and Tuberculosis. Collected studies from the Research laboratory 5-7 s. 392 (1910-1913)
- Van Gieson I, Lynah HL. Creosote and calcium medication in respiratory affections in children and in pulmonary tuberculosis; Russell's generalization in tuberculosis. Medical Record 81, ss. 883-890 (1912)